# Die Bösen schlafen gut
Die Bösen schlafen gut ist ein gesellschaftskritisches, japanisches Spielfilmdrama aus dem Jahre 1960, ein Nebenwerk des berühmten Regisseurs Akira Kurosawa mit dessen bevorzugtem Schauspieler Toshirō Mifune in der Hauptrolle.

## Handlung
Eigentlich war die Hochzeit des Sekretärs Kōichi Nishi mit Yoshiki, der Tochter des mächtigen Industriemagnaten und Firmenvizepräsidenten Iwabuchi, als eine prachtvolle Feier geplant, doch dann entwickelt sich die Fete, auf der auch zahlreiche Gesellschaftsreporter anwesend sind, zu einem handfesten Skandal. Eine Reihe von Anschuldigungen wegen Unterschlagung und Korruption bringen den Konzern die Dairyu Construction Company in die Schlagzeilen, was den Ruf der Firma sowie den ihrer ranghohen Mitarbeiter schädigt. Im Zuge der Festnahme einer ihrer Buchhalter, Herrn Wada, bei besagter Hochzeit werden die Ermittler zudem auf einen länger zurückliegenden Vorfall aufmerksam gemacht, der damals von den Konzernchefs, allen voran Iwabuchi, vertuscht wurde.
Einer ihrer Angestellten, ein Mann namens Furuya, hatte sich vor einiger Zeit aus einem Fenster im siebten Stock des Firmensitzes in den Tod gestürzt. Durch den Tod dieses wichtigen Zeugen konnte die Polizei in der Korruptionsangelegenheit vorerst nicht weiter ermitteln. Während die Firmenoberen bezüglich des Ursprung der Gerüchte, Verhaftungen und Anschuldigungen im Dunkeln tappen, verschwindet einer ihrer Buchhalter spurlos und ein anderer wird angeblich von dessen Geist verfolgt. Dies ist jedoch alles Teil eines raffinierten Plans von Nishi, von dem man nur sehr wenig weiß. Es stellt sich heraus, dass er niemand anderes ist als der uneheliche Sohn Furuyas. Er hat für seine Ein-Mann-Verschwörung eine andere Identität angenommen hat und will nun Rache an Iwabuchi sowie dessen Komplizen nehmen.

## Produktionsnotizen
Die Bösen schlafen gut wurde am 15. September 1960 im Ursprungsland Japan uraufgeführt. Die deutsche Premiere fand im Juni 1961 im Rahmen der Internationalen Filmfestspiele Berlin statt.

## Kritiken
Auf film-rezensionen.de ist zu lesen, es sei „schon auf wirtschaftlicher Sicht mutig, wenn Kurosawa sich mit Die Bösen schlafen gut als ein erstes Projekt für seine Firma einen Film aussucht, wie er bissiger und kritischer nicht sein könnte. Unter Zuhilfenahme von Motiven aus William Shakespeares Drama Hamlet zeichnet Kurosawa ein dunkles Bild seiner Heimat nach dem Krieg, vor allem der Verstrickungen von Politik und Konzernen und welche Konsequenzen dies für demokratische Prozesse hat. Im Kontext von Kurosawas Werk mag man Die Bösen schlafen gut als den pessimistischsten Film des Regisseurs ansehen.“
Auf Der Film Noir heißt es: „Schon sind wir auf dem Terrain des Film Noirs, das durch Akira Kurosawa auch formal mit exzellenten Referenzen bedient wird. Des Protagonisten falsche Identität, seine Entfremdung von der gesellschaftlichen Norm, ein Geheimnis in der Vergangenheit aller Beteiligten und schließlich die Liebe zu einer Frau als Zünglein an der Waage, das den Plan aus der Bahn geraten lässt und zu tragischen Konsequenzen führt! Wer andererseits einen Hinweis auf William Shakespeares … Hamlet … herausliest, liegt keinesfalls falsch. Akira Kurosawa hat in den über 50 Jahren seiner aktiven Zeit als Autor, Regisseur und Produzent öfter auf den englischen Dramatiker zurückgegriffen und Motive aus dessen Stücken nach Japan versetzt.“